# Подлипки (Ельнинский район)
Подли́пки   — деревня  в  Смоленской области России,  в Ельнинском районе. Население – 7 жителей (2007 год)   Расположена в юго-восточной части области  в 15  км к юго-востоку от города Ельня,  в 4 км к северу от  автодороги Р96 Новоалександровский(А101)- Спас-Деменск — Ельня — Починок, на берегу реки Ключевка. В 3 км к юго-востоку от деревни железнодорожная станция Коробец на линии Смоленск  - Сухиничи. Входит в состав Коробецкого сельского поселения.
В деревне родился Герой Социалистического Труда Владимир Мощенков.